# Nelo Risi
Nelo Risi (Milano, 21 aprile 1920 – Roma, 17 settembre 2015) è stato un poeta e regista italiano.

## Biografia letteraria
Laureato in medicina come il fratello Dino, Nelo Risi si dedica alla poesia a partire dal 1941, anno in cui pubblica la sua prima raccolta, Le opere e i giorni. Luciano Anceschi inserisce nell'antologia Linea Lombarda (1952) una serie di componimenti della prima produzione poetica di Risi. 
Nello stesso periodo affianca all'attività letteraria quella di regista, (l'esordio con il film Andremo in città) realizzando otto film, oltre che un telefilm, cortometraggi, inchieste televisive e diversi documentari, tra i quali l'ultimo, uscito nel 2008 col titolo Possibili rapporti, mostra un dialogo tra lo stesso Risi e il poeta Andrea Zanzotto, allora entrambi ultraottantenni.
Ha sposato la scrittrice di origine ungherese Edith Bruck.
La critica si interessa sin dagli anni Cinquanta dell'opera poetica di Risi. In un articolo del 1957 sul Corriere della Sera, Eugenio Montale scrive che Risi deve aver imparato, più che dalla poesia, da certa recente pittura francese. Cesare Garboli, in un intervento del 1958, parla di una poesia essenzialmente non metaforica; definizione ripresa e ampliata da Giovanni Raboni che, nell'introduzione a Poesie scelte 1943-1975, sottolinea come nella poesia risiana il detto prevale sempre e comunque sul non detto, il nero sul bianco, la chiarezza sull'ambiguità, il piano sullo spessore, l'univocità sulla polivalenza, e dove la musica non viene usata, simbolisticamente, per torcere il collo all'eloquenza ma, al contrario, per crearle intorno un nuovo spazio acustico, per incrementare "l'indice d'ascolto". 
Nelo Risi rifugge dalla concezione di poesia come evasione o sogno, e anzi in essa vede uno strumento di impegno civile (evidente soprattutto nella raccolte degli anni Sessanta-Settanta fino ad Amica mia nemica).
"Scrivere è un atto politico" afferma Risi in Dentro la sostanza (1965).
La pratica letteraria si orienta anche nell'ambito della traduzione poetica. Risi lavora a organiche traduzioni di 
Pierre Jean Jouve e delle Moralità leggendarie di Jules Laforgue; altri poeti francesi di cui traduce episodicamente alcuni versi sono Guillaume Apollinaire, Gérard de Nerval, Robert Desnos, Max Jacob, André Frénaud, Raymond Queneau, Henri Michaux (traduzioni antologizzate in Compito di francese e altre lingue 1943-1993). Alla base di questo interesse per la letteratura francese risiede, in parte, anche il periodo trascorso a Parigi nel secondo dopoguerra (1948-1953).

## Opere poetiche
- Le opere e i giorni (Milano, Scheiwiller, 1941)
- L'esperienza (Milano, Edizioni della Meridiana, 1948)
- Polso teso (Milano, Mondadori, 1956)
- Il contromemoriale (Milano, All'insegna del pesce d'oro, 1957)
- Civilissimo (Milano, All'insegna del pesce d'oro, 1958)
- Pensieri elementari (Milano, Mondadori, 1961)
- Minime Massime (Milano, All'insegna del pesce d'oro, 1962)
- Dentro la sostanza (Milano, Mondadori, 1966)
- Di certe cose che dette in versi suonano meglio che in prosa (Milano, Mondadori, 1970)
- Amica mia nemica (Milano, Mondadori, 1976)
- Poesie scelte 1943-1975 a cura di Giovanni Raboni (Milano, Mondadori, 1977)
- I fabbricanti del “ bello ” (Milano, Mondadori, 1982)
- Le risonanze (Milano, Mondadori, 1987)
- Mutazioni (Milano, Mondadori, 1991)
- Il mondo in una mano (auto-antologia per temi) (Milano, Mondadori, 1994)
- Altro da dire (Milano, Mondadori, 2000)
- Ruggine (Milano, Mondadori, 2004)
- Di certe cose (poesie 1953-2005) (Milano, Mondadori, 2006)
- Né il giorno né l'ora (Milano, Mondadori, 2008)

## Traduzioni
- Jules Supervielle, In viaggio con Supervielle, versioni di Nelo Risi, Milano, All'insegna del pesce d'oro, 1956.
- Pierre Jean Jouve, Poesie, a cura di Nelo Risi, con una presentazione di Giuseppe Ungaretti, Roma, Carocci, 1957.
- Pierre Jean Jouve, Paradiso perduto, traduzione di Nelo Risi, Bologna, Edizioni della lanterna, 1961.
- Pierre Jean Jouve, Poesie, traduzione, introduzione, bio-bibliografia a cura di Nelo Risi, Milano, Lerici, 1963.
- Miklós Radnóti, Ora la morte e un fiore di pazienza e altre poesie, tradotte da Edith Bruck e Nelo Risi, Roma, L'Europe letteraria, 1964.
- Gyula Illyés, Ket Kez, traduzione di Edith Bruck e Nelo Risi, Milano, All'insegna del pesce d'oro, 1966 (edizione di 1000 esemplari numerati).
- Kostantinos Kavafis, Cinquantacinque poesie, a cura di Margherita Dalmati e Nelo Risi, Torino, Einaudi, 1968.
- Pierre Jean Jouve, Conoscenza, dubbio, rivelazione: antologia poetica, a cura di Nelo Risi, con un'appendice di Ugo Salati, Milano-Firenze, Accademia Sansoni, 1971.
- Pierre Jean Jouve, Paradiso perduto, introduzione e traduzione di Nelo Risi, Torino, Einaudi, 1972.
- Jules Laforgue, Moralità leggendarie, traduzione di Nelo Risi, con una prefazione di Sergio Solmi, Parma, Guanda, 1977.
- Sofocle, Edipo re, traduzione e postfazione di Nelo Risi, Milano, SE, 1985.
- Kostantinos Kavafis, Settantacinque poesie, a cura di Margherita Dalmati e Nelo Risi, Torino, Einaudi, 1992.
- Compito di francese e d'altre lingue 1943-1993, introduzione di Franco Buffoni, Milano, Guerini e associati, 1994.
- Sofocle, Edipo re, a cura di Nelo Risi, ES, 1995.
- Jules Laforgue, Moralità leggendarie, prefazione e traduzione di Nelo Risi, Milano, Garzanti, 1998 (poi 2008).
- Pierre Jean Jouve, Poesie, a cura di Nelo Risi, Milano, Oscar Mondadori, 2001.

## Filmografia
- Le italiane e l'amore (1962) - film collettivo a episodi
- La strada più lunga (1965)
- Andremo in città (1966)
- Diario di una schizofrenica (1968)
- Ondata di calore (1970)
- Una stagione all'inferno (1971)
- La colonna infame (1972)
- La traversata (1976)
- Idillio (1980)
- Un amore di donna (1988)
- Per odio, per amore (1991)

### Cortometraggi
- Il delitto Matteotti (1956)
- Un fiume di luce (1958)
- I fratelli Rosselli (1959)
- La memoria del futuro (1960)

### Film per la TV
- Le città del mondo (1975, per Rai 1[1]), da Elio Vittorini

### Documentari
- Sud come nord (1957)
- Acqua equivale energia (1958)
- La Firenze di Pratolini (1958)
- Elea classe 9000 (1960, con musiche di Luciano Berio)
- La memoria del futuro (1960)
- Vita breve ed eroica di Ippolito Nievo (1960)
- Giuseppe Pinelli, episodio di Documenti su Giuseppe Pinelli (1970)
- A carte scoperte (1974)
- Venezia, tra Oriente e Occidente (1987)
- Viaggio nella psicanalisi (1979)
- Montecassino. Documenti e testimonianze (1980)
- Possibili rapporti. Due poeti, due voci (2008)

## Riconoscimenti
Cinematografici
- 1960 – Nastro d'argento per il miglior cortometraggio, con I fratelli Rosselli

Letterari
- 1970 – Premio Viareggio per la poesia, con Di certe cose[2]
- 1994 – Premio Monselice di traduzione[3]
- 1995 – Premio Nazionale Rhegium Julii per la poesia[4]
- 2001 – Premio Brancati, con Altro da dire[5]
- 2007 – Premio Carducci per la poesia